# Csabdi
Csabdi es un pueblo húngaro perteneciente al distrito de Bicske, condado de Fejér.

## Superficie
Cuenta con una superficie de 17,02 km².

## Demografía
Hasta 2024 la población era de 1333 habitantes, con una densidad de población de 78,31 hab/km².
| Gráfica de evolución demográfica de Csabdi entre 2020 y 2024 |
|                                                              |
| Datos según la Oficina Central de Estadística de Hungría.    |